# Пончково
Пончково (пол. Pączkowo) — село в Польщі, у гміні Шренськ Млавського повіту Мазовецького воєводства.
Населення — 106 осіб (2011).
У 1975-1998 роках село належало до Цехановського воєводства.

## Демографія
Демографічна структура станом на 31 березня 2011 року:
|          | Загалом | Допрацездатний вік | Працездатний вік | Постпрацездатний вік |
| -------- | ------- | ------------------ | ---------------- | -------------------- |
| Чоловіки | 51      | 9                  | 33               | 9                    |
| Жінки    | 55      | 13                 | 25               | 17                   |
| Разом    | 106     | 22                 | 58               | 26                   |